# Les Aventures d'Ernest et Bart
Les Aventures d'Ernest et Bart est une série d'animation américaine en 52 épisodes de 5 minutes, produite par Sesame Workshop. 
En France, la série est diffusée sur France 5 dans Zouzous du 1er décembre 2008 au 23 mai 2013 et sur Piwi+ en 2011 et 2012.

## Synopsis
Les Aventures d’Ernest et Bart est un dessin animé fait à l'aide de pâte à modeler dans 
laquelle Ernest et Bart vont voyager et vivre des nombreuses aventures.

## Distribution

### Voix originales
- Eric Jacobson : Bart
- Steve Whitmire : Ernest
- Kevin Clash : Elmo
- Stephanie D'Abruzzo, Joey Mazzarino,  Tyler Bunch : voix diverses

### Voix françaises
- Daniel Beretta : Bart
- Patrick Préjean : Ernest
- Martial Le Minoux : le chanteur du générique
- Brigitte Guedj, Éric Missoffe, Michel Tugot-Doris, Yann Pichon, Patrice Baudrier : voix diverses